# Pomnik SS Poznań
Pomnik SS Poznań – pomnik w formie kotwicy z łańcuchem na niewysokim, ośmiobocznym, betonowym cokole, zlokalizowany na zachodnim brzegu Jeziora Maltańskiego w Poznaniu (w pobliżu Śluzy Cybińskiej).
Pomnik upamiętnia statek SS „Poznań” (nośność 3000 DWT), który pływał w latach 1926–1972 pod krajową banderą i został w 1975 pocięty na złom w Świnoujściu. Do 2003 na cokole znajdowała się metalowa tabliczka informująca o pochodzeniu kotwicy, ale została skradziona prawdopodobnie przez złodziei złomu.
Pomnik jest zaniedbany, pordzewiały i częściowo pokryty graffiti (stan na luty 2011).
W pobliżu znajdują się: Poznański Węzeł Rowerowy i stacja Kolejki Parkowej Maltanka.